# Petaliaeschna lieftincki
Petaliaeschna lieftincki – gatunek ważki z rodziny żagnicowatych (Aeshnidae).